# Suomen Tennisliitto
De Suomen Tennisliitto (STL) is de koepelorganisatie in Finland voor de beoefening van het tennis. De STL organiseert het tennis in Finland en vertegenwoordigt het Finse tennis op internationale sportevenementen.
De bond is opgericht op 22 april 1911 en is lid van de International Tennis Federation. Anno 2016 telde de bond 22.228 leden, verspreid over 170 verenigingen. 

## Ledenaantallen
Hieronder de ontwikkeling van het ledenaantal en het aantal verenigingen:
| Jaar | Ledenaantallen | Ledenaantallen | Ledenaantallen | Ledenaantallen | Ledenaantallen | Ledenaantallen | Ledenaantallen | Verenigingen |
| Jaar | Jongens        | Meisjes        | Totaal jeugd   | Mannen         | Vrouwen        | Totaal volwas. | Totaal         | Verenigingen |
| ---- | -------------- | -------------- | -------------- | -------------- | -------------- | -------------- | -------------- | ------------ |
| 2016 | 5.037          | 3.383          | 8.420          | 9.067          | 4.741          | 13.808         | 22.228         | 170          |
| 2015 | 4.785          | 3.441          | 8.226          | 9.324          | 4.616          | 13.940         | 22.166         | 172          |
| 2014 | 4.944          | 3.324          | 8.268          | 9.766          | 4.614          | 14.380         | 22.648         | 175          |
| 2013 | 5.448          | 3.898          | 9.346          | 9.949          | 4.595          | 14.544         | 23.890         | 192          |
| 2012 | 5.551          | 3.650          | 9.201          | 9.542          | 4.466          | 14.008         | 23.209         | 190          |
| 2011 | 5.154          | 3.659          | 8.813          | 9.605          | 4.442          | 14.047         | 22.860         | 193          |
| 2010 | 5.445          | 3.604          | 9.049          | 8.839          | 3.944          | 12.783         | 21.832         | 192          |
| 2009 | 5.509          | 3.573          | 9.082          | 8.747          | 3.609          | 12.356         | 21.438         | 193          |